# La Trinité-de-Thouberville
 La Trinité-de-Thouberville  là một xã thuộc tỉnh Eure trong vùng Normandie miền bắc nước Pháp.